# Kévin Danois
Kévin Danois (Basse-Terre, 28 juni 2004) is een Frans-Guadeloups voetballer die doorgaans speelt als middenvelder. In januari 2023 debuteerde hij voor AJ Auxerre.

## Clubcarrière
Danois werd geboren op Guadeloupe en speelde daar in de jeugd van La Gauloise. Hij maakte in 2019 de overstap naar de opleiding van AJ Auxerre. In de zomer van 2021 tekende de middenvelder zijn eerste professionele contract bij Auxerre. Zijn debuut in het eerste elftal volgde op 22 januari 2023, toen in de Coupe de France met 0–4 gewonnen werd van Chamois Niortais. Van coach Christophe Pélissier mocht hij dertien minuten voor het einde van de reguliere speeltijd invallen voor Gaëtan Perrin, die twee keer gescoord had. Later dat seizoen speelde hij ook nog een wedstrijd in de Ligue 1.
AJ Auxerre degradeerde aan het einde van de jaargang 2022/23 naar de Ligue 2. Zijn eerste doelpunt maakte hij opnieuw in de Coupe de France, nu op 9 december 2023. Hij opende de score op bezoek bij FC Saint-Meziery, waarvan uiteindelijk met 1–4 gewonnen werd. In de Ligue 2 werd Auxerre direct kampioen, waardoor het terugkeerde op het hoogste niveau. Danois kreeg in juli 2024 een nieuw contract van de club, tot medio 2028.

## Clubstatistieken
| Seizoen | Club       | Competitie | Competitie | Competitie | Beker | Beker | Internationaal | Internationaal | Totaal | Totaal |
| Seizoen | Club       | Competitie | Wed.       | Dlp.       | Wed.  | Dlp.  | Wed.           | Dlp.           | Wed.   | Dlp.   |
| ------- | ---------- | ---------- | ---------- | ---------- | ----- | ----- | -------------- | -------------- | ------ | ------ |
| 2022/23 | AJ Auxerre | Ligue 1    | 1          | 0          | 1     | 0     | —              | —              | 2      | 0      |
| 2023/24 | AJ Auxerre | Ligue 2    | 9          | 1          | 2     | 1     | —              | —              | 11     | 2      |
| 2024/25 | AJ Auxerre | Ligue 1    | 16         | 0          | 1     | 0     | —              | —              | 17     | 0      |
| Totaal  | Totaal     | Totaal     | 26         | 0          | 4     | 1     | 0              | 0              | 30     | 1      |

Bijgewerkt op 19 februari 2025.

## Erelijst
| Ligue 2 | 1 | 2023/24 |